# Campo Nohoch
El Campo Nohoch-A (del maya: nohoch ‘grande’) es uno de los yacimientos de petróleo que constituyen el Complejo Cantarell; se encuentra a 80 km al noroeste de Ciudad del Carmen, Campeche, México, en las coordenadas 19° 22' 29.71" N y 92° 00' 20.52" O.
El yacimiento petrolífero de Cantarell está formado por los campos de Akal, Chac, Kutz, Ek, Balam, Sihil y Nohoch, ubicados en la Sonda de Campeche
Está formado por un total de 8 plataformas las cuales se dividen en 2 plataformas habitacionales de Petróleos Mexicanos, 2 de plataformas producción, 1 plataforma de perforación, 1 plataforma de excompresión, una plataforma de enlace (compresión) y 2 quemadores de gas.
También tiene una unidad flotante habitacional externa temporal (Safe Regency), contratista de Pemex, que da servicio de hotelería y alimentación. 
Además tiene 7 plataformas satélites que están unidas por tubería marina conectada hasta el complejo. Una de ellas, la plataforma Takin-A es además alimentada eléctricamente a 34.5Kv a través de un enlace submarino directamente desde la plataforma Nohoch-A2.
El tiempo que toma el viaje desde el puerto de Pemex ubicado en el Puerto Industrial de la Ciudad Del Carmen hasta el complejo es de 2 y media horas vía marítima y de 30 minutos aproximadamente en helicóptero.